# Manuel Arburúa de la Miyar
Manuel Arburúa de la Miyar (Madrid, 1902 - ibidem, 1981) est un économiste et homme politique espagnol. 
Formé dans une école de commerce, Arburúa entama une carrière comme gestionnaire des changes, d’abord dans une banque privée, puis à la Banque d’Espagne. Après la Guerre civile, où il avait pris fait et cause pour le camp nationaliste, il fut nommé sous-secrétaire au Commerce, à la Politique douanière et à la Monnaie, avant d’accepter en 1951 le portefeuille du ministère du Commerce dans le sixième gouvernement du général Franco. À ce poste, il s’attacha à réorienter la politique économique espagnole vers la libéralisation et vers une plus grande ouverture sur l’extérieur, au rebours des principes autarcistes et interventionnistes prévalant alors au sommet du pouvoir franquiste. En 1957, sans doute pour partie en raison de prévarications dont il s’était rendu coupable, il dut quitter ses fonctions ministérielles et s’en alla diriger (avec succès) une banque privée jusqu’à un âge avancé.

## Biographie

### Ascendances et formation
Né à Madrid, Arburúa de la Miyar avait des ascendances asturiennes par sa mère, Amalia de la Miyar López, et basquo-navarraises par son père, Manuel Arburúa Dorronsoro, qui était issu d’une famille originaire d’Echalar, village situé dans le Nord de la Navarre. Au terme de sa formation primaire et secondaire au Lycée français de Madrid, il poursuivit des études dans une école de commerce, seule possibilité existant alors en Espagne de suivre un cursus d’économie de niveau supérieur. Sorti diplômé, Arburúa de la Miyar se vit bientôt confier, comme son premier emploi important, le poste de directeur des changes de la Banco Exterior de España (BEX), et exerça plus tard celui de directeur du Centro de Contratación de Moneda (Institut du change de la Banque d’Espagne), dès la fondation de cet institut en 1931.

### Sous-secrétaire au Commerce (1940)
La Guerre civile surprit Arburúa de la Miyar à Madrid, qui était restée républicaine après le  
soulèvement militaire de juillet 1936, mais d’où il réussit à s’échapper vers la zone nationaliste. Dans l’après-guerre civile, il fut nommé au Conseil de l’économie nationale (Consejo de Economía Nacional), où il était en étroite relation avec Demetrio Carceller, lequel, après avoir été placé à la tête du ministère de l’Industrie et du Commerce en octobre 1940, le désigna sous-secrétaire au Commerce, à la Politique douanière et à la Monnaie. À ce titre, Arburúa de la Miyar mit en œuvre un ensemble de mesures tendant à soutenir la valeur de la peseta, à obtenir des devises fortes et à générer des recettes en stimulant les exportations. En 1942, il fut nommé directeur général de la Banco Exterior de España, établissement semi-officiel, mais à actionnariat majoritairement privé, à laquelle Arburúa de la Miyar resta lié pendant plusieurs décennies et qu’il contribua à développer. Il quitta cependant sa fonction de directeur après que Francisco Franco lui eut proposé, dans le cadre du remaniement ministériel de juillet 1951, d’assumer le portefeuille du Commerce ,. Il est notable que Arburúa de la Miyar fut le seul civil à s’être hissé au rang de ministre sous la dictature de Franco sans être titulaire d’une licence universitaire.

### Ministre du Commerce (1951-1957)
En sa qualité de ministre du Commerce, et favorable à l’ouverture économique de l’Espagne sur l’extérieur (aperturista), Arburúa de la Miyar conduisit les premiers pas de l’économie espagnole vers la libéralisation et accompagna sa conversion vers une situation de croissance des échanges de son commerce extérieur. Son influence fut décisive dans l’abandon du principe autarcique en économie, principe qui avait valeur de dogme pour le régime franquiste, mais était adverse à la formation et au mode de pensée d’Arburúa. Réformiste jusqu’à un certain point, Arburúa, qui ainsi que d’autres ministres des Finances ou du Commerce, tels que Francisco Gómez de Llano, s’efforçait d’imprimer un style nouveau et une orientation nouvelle à la gestion économique du gouvernement, en impulsant un certain nombre de réformes visant à apporter une plus grande ouverture, mais aussi une meilleure cohérence, au système économique espagnol ; ainsi p. ex. le nombre de types spéciaux de change fut-il ramené de 34 à 6 sous son mandat, et les comptes séparés de quelques agences publiques furent-ils réduits, voire fermés.
Pour lutter contre le marché noir, Arburúa décida d’abolir en 1952 la carte de rationnement pour les principales denrées alimentaires, décision qui avait été rendue possible grâce aux bonnes récoltes et qui eut un important impact psychologique sur la population espagnole,. 
Il fut l’un des artisans du rapprochement de l’Espagne à l’OECE et aux États-Unis, et fut désigné pour apposer sa signature sous la convention d’aide économique conclue par l’Espagne avec ce dernier pays. Cet ensemble d’accords américano-espagnols (Accord de défense, Accord d’aide mutuelle de défense, et Accord d’aide économique) eut pour effet d’ouvrir la voie à l’expansion de l’économie espagnole, puisque ces accords — outre qu’ils prévoyaient d’établir différentes modalités de financement extérieur (par le biais de subventions ou de crédits) — facilitaient l’importation de biens de consommation et de matières premières indispensables à l’industrie espagnole. Par ce moyen entre autres, Arburúa ébaucha la libération du marché extérieur et notamment des importations, qui commencèrent à s’accroître rapidement, surtout celles de produits alimentaires et de biens de consommation, ce qui permit d’atteindre un certain niveau de vie,. Dans le même temps, il s’appliqua à mettre en place des systèmes capables de développer les exportations, notamment grâce à la libre utilisation des devises étrangères obtenues. Ce nonobstant, les exportations, qui avaient pourtant augmenté à la fin des années 1940, tendirent à stagner dans la décennie suivante. Il accorda au secteur privé des facilités de crédit jusqu’alors réservées au secteur public et s’employa à établir dans le secteur industriel une complémentarité entre l’INI et les entreprises privées. Les résultats de cette politique furent encourageants : en 1953, le revenu par tête dépassa enfin celui de 1935.
En 1956, à la suite de grèves et de manifestations ouvrières déclenchées pour réclamer une hausse de salaire (mais durement réprimées par le régime), Franco s’inclina devant les arguments de son ministre du Travail Girón, et décida, contre l’avis de Arburúa, une hausse salariale globale de 23 %, dont l’effet fut promptement annulé par une rebond immédiat de l’inflation.
S’il avait certes concouru, par son action résolue et son plaidoyer pour la libéralisation économique, à préparer le terrain à la politique qui prendrait corps plusieurs années plus tard sous les espèces du Plan de stabilisation, il eut toutefois des réserves à l’égard de ce plan, de sorte que ce fut contre l’avis d’Arburúa que Franco, satisfait des résultats de la nouvelle politique économique, finit par adhérer au Plan de stabilisation et par le faire adopter en juillet 1959.
D’un autre côté, Arburúa est considéré par certains comme le point de référence de la corruption induite par les fortes régulations étatiques de l’économie espagnole. À l’égal des autres dignitaires du régime, Arburúa était accablé de demandes de faveur dès qu’il apparaissait en public et subissait d’incessants assauts pour l’amener à accorder tel ou tel passe-droits ; en particulier, pendant les longues parties de chasse de Franco auxquelles il assistait, les candidats aux licences d’importation le courtisaient-ils avec assiduité. D’autre part, en mai 1960, il se trouva impliqué dans des irrégularités survenues à l’Institut de la monnaie,. Si ces malversations des dirigeants faisaient rarement l’objet de sanctions, elles permettaient à Franco, qui en était dûment informé, à tenir à sa merci les personnages concernés et de s’assurer leur fidélité, en leur faisant comprendre à la première occasion qu’il était parfaitement au courant : ainsi fit-il savoir à Arburúa de la Miyar qu’il savait fort bien qu’il avait profité de son portefeuille de ministre du Commerce pour créer une entreprise de transport routier.
Lors du remaniement ministériel du 25 février 1957, le Caudillo, désireux de « faire un peu de ménage » (selon le mot d’Andrée Bachoud), écarta Arburúa qui avait trop bien utilisé, à des fins d’enrichissement personnel, sa position de ministre du Commerce.

### Président de la Banco Exterior (1957-1980)
Après avoir quitté ses fonctions ministérielles en 1957, il retourna à la Banco Exterior pour y occuper le poste de président exécutif jusqu’en 1980,.
Il était récipiendaire de la grand-croix de l’ordre de Charles III d'Espagne.

## Mariage et descendance
De son mariage avec María del Pilar Aspiunza Sánchez-Lozano, décédée à Madrid le 8 décembre 2001, Arburúa de la Miyar eut un fils et trois filles : 
- José Manuel Arburúa Aspiunza, marié à Isabel Gómez-Acebo Villapellecín, marquise de Cortina ;
- María del Pilar Arburúa Aspiunza, mariée à José Lladó ;
- Silvia Arburúa Aspiunza, mariée à Marcelino Oreja Aguirre, marquis d’Oreja ;
- Patricia Arburúa Aspiunza, mariée à Ignacio Domínguez Urquijo.